# Lappeenrannan kirkko
Lappeenrannan kirkko – luterańska świątynia znajdująca się w fińskim mieście Lappeenranta.

## Historia
Budowę rozpoczęto w 1912 roku na podstawie projektu Georga Kosekoffa, świątynia pierwotnie miała pełnić funkcję cerkwi garnizonowej. Budowa miała zostać ukończona w 1913, na trzechsetną rocznicę panowania dynastii Romanowów, lecz prace opóźniły się. W 1914 budowę przerwano z powodu wybuchu I wojny światowej i rozmieszczenia stacjonujących dotychczas w mieście wojsk na froncie. Po uzyskaniu niepodległości przez Finlandię obiekt przeszedł na własność państwa, pierwsze plany przekształcenia cerkwi w kościół protestancki sporządził Josef Stenbäck. W 1919 świątynię przekazano parafii luterańskiej. Ostatecznie budynek przebudowano na podstawie projektu Ilmariego Launisa i poświęcono 12 sierpnia 1924 roku. Świątynię wyremontowano w latach 2006-2007.

## Architektura i wyposażenie
Świątynia neobizantyńska, wzniesiona z czerwonej cegły. Wnętrze zdobi ołtarz główny z witrażem przedstawiającym Chrystusa na krzyżu z 1924 roku. Organy pochodzą z 1967.

## Galeria

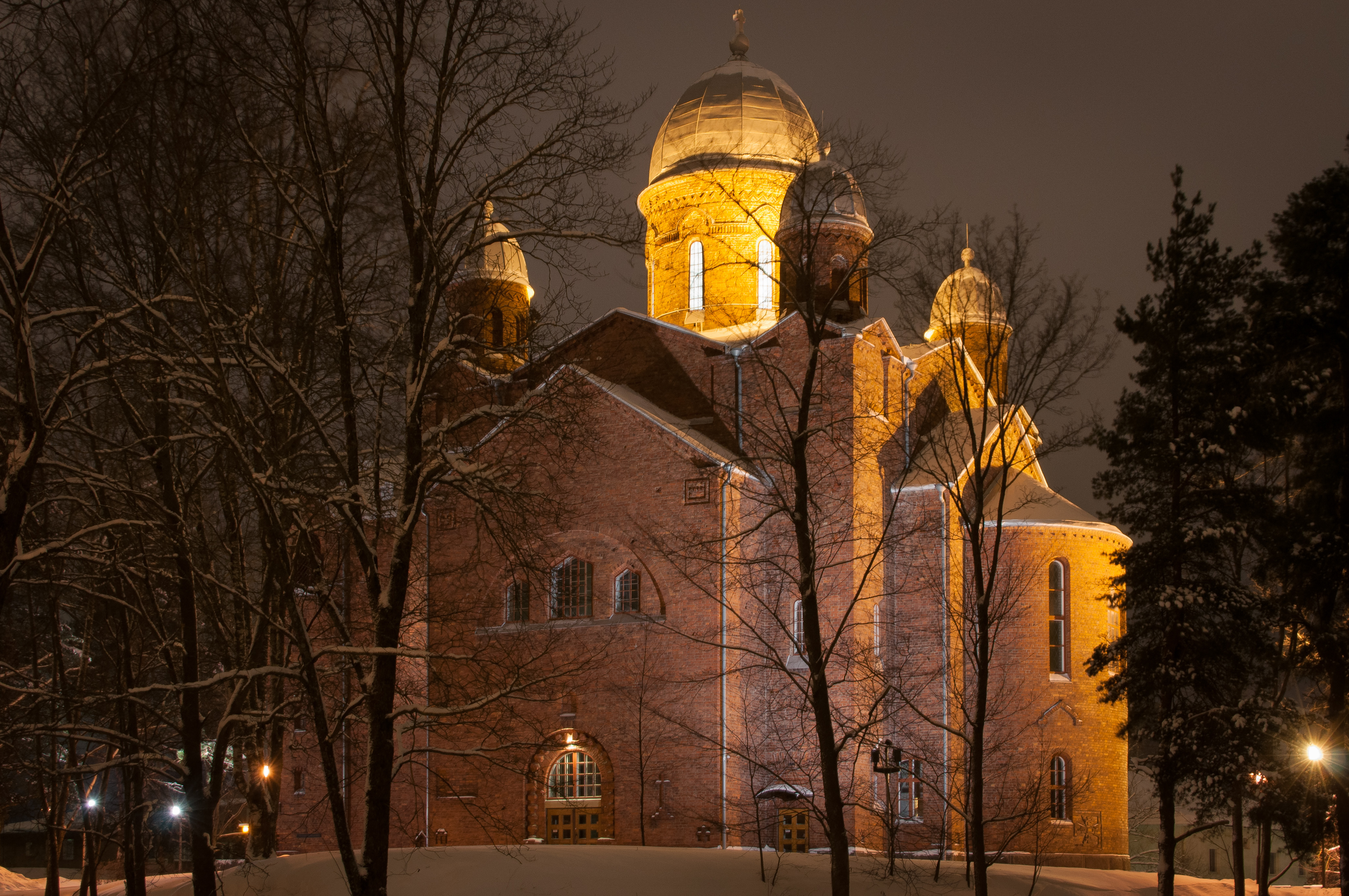
Widok z południa
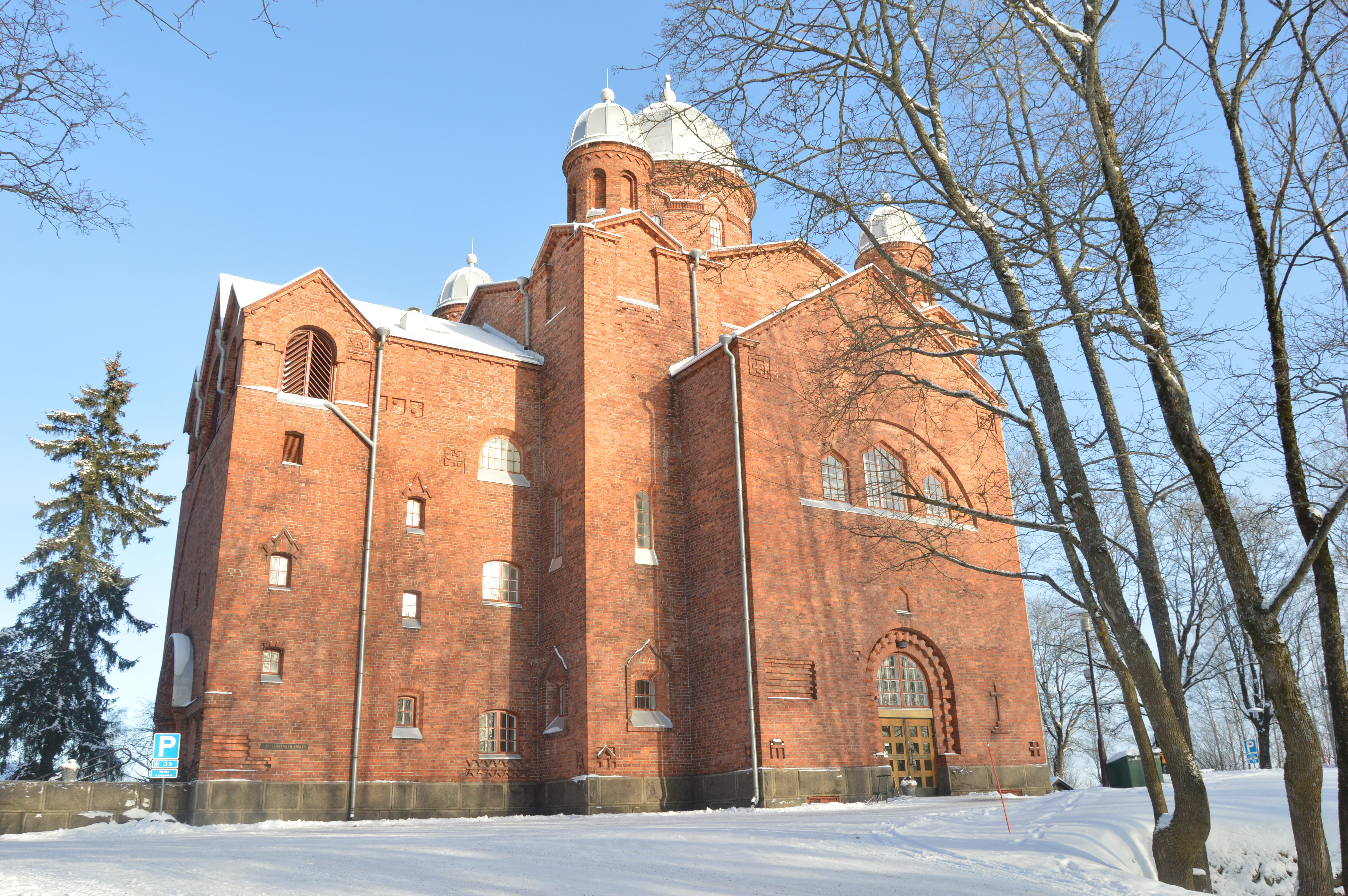
Widok z południowego zachodu
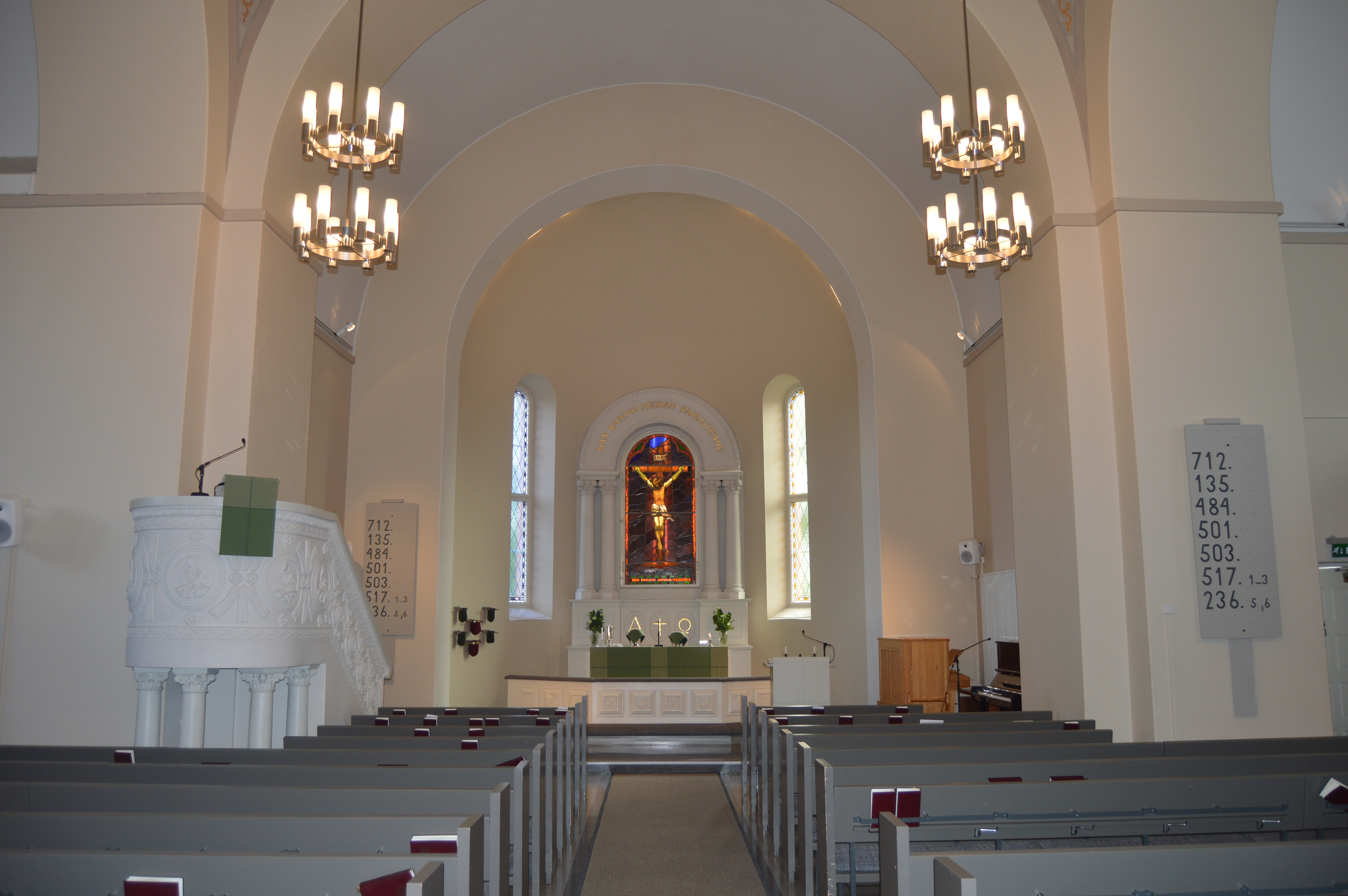
Wnętrze
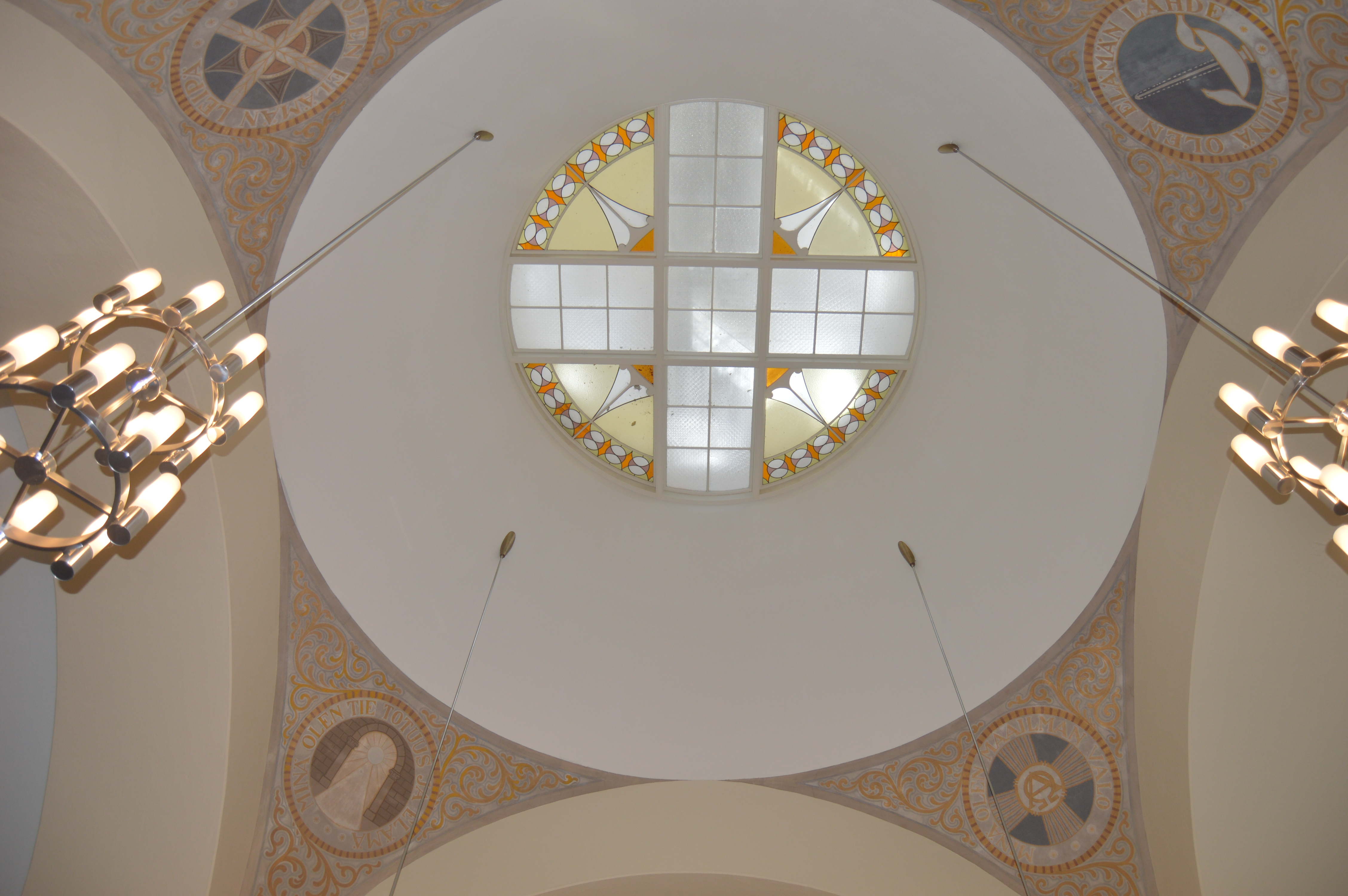
Kopuła
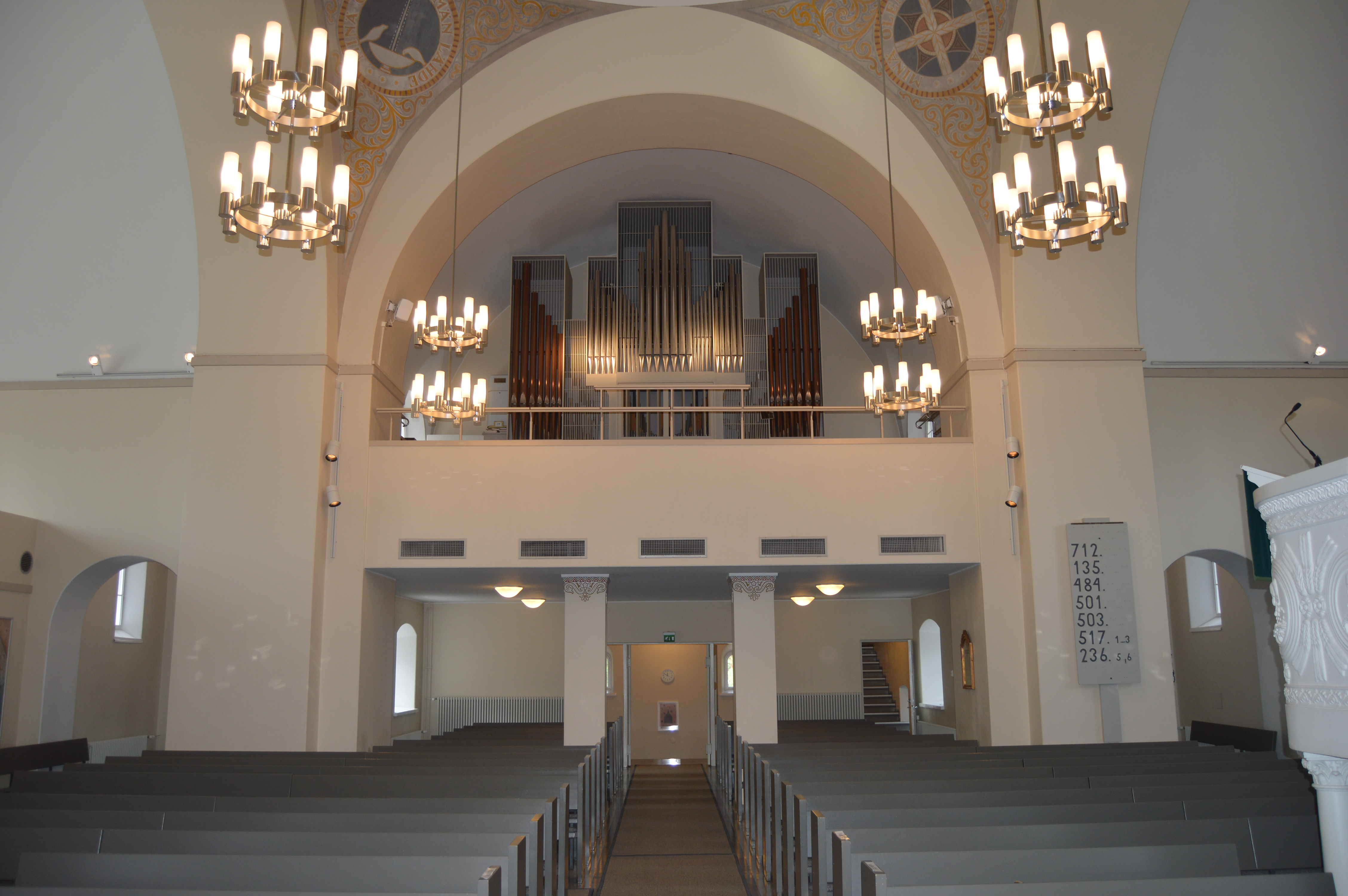
Organy